# San Nicolás (Copán)
Pour les articles homonymes, voir San Nicolás.
San Nicolás est une municipalité du Honduras, située dans le département de Copán. La municipalité de San Nicolás comprend 8 villages et 47 hameaux. Elle est fondée en 1835.

## Source de la traduction
- (en) Cet article est partiellement ou en totalité issu de l’article de Wikipédia en anglais intitulé « San Nicolás, Copán » (voir la liste des auteurs).